# Wladimiro Marinello
| 221769 Cima Rest   | 15 aprile 2007 |
| 233559 Pizzetti    | 4 agosto 2007  |
| 325455 Della Valle | 28 agosto 2009 |

Wladimiro Marinello (...) è un astronomo amatoriale italiano.
Il Minor Planet Center gli accredita le scoperte di tre asteroidi, effettuate tra il 2007 e il 2009, tutte in collaborazione con Marco Micheli o Mario Tonincelli.